# 圣卢恰-德尔梅拉
圣卢恰-德尔梅拉（義大利語：Santa Lucia del Mela），是意大利西西里大区墨西拿廣域市的一个市镇。总面积82.89平方公里，人口4788人，人口密度57.8人/平方公里（2009年）。ISTAT代码为083086。